# Max von Laue
Max Theodor Felix von Laue (ur. 9 października 1879 w Pfaffendorfie koło Koblencji, zm. 24 kwietnia 1960 w Berlinie) – niemiecki fizyk, prekursor analizy rentgenowskiej, laureat Nagrody Nobla w dziedzinie fizyki (1914) za odkrycie zjawiska dyfrakcji promieniowania rentgenowskiego na kryształach, dokonane w roku 1912. Jego synem był historyk Theodore von Laue.

## Życiorys
Jego ojcem był Juliusz von Laue, urzędnik niemieckiej administracji wojskowej, który – z powodu charakteru zatrudnienia – często zmieniał miejsce zamieszkania. Jego syn spędził wczesne dzieciństwo w Brandenburgii i Altonie. Uczęszczał do szkół w Poznaniu (1887–1891, Królewskie Gimnazjum im. Fryderyka Wilhelma, obecnie III Liceum Ogólnokształcące) i w Berlinie, a następnie do protestanckiego gimnazjum w Strasburgu, gdzie profesor Goering zainteresował go naukami ścisłymi. W roku 1898 odbył służbę wojskową, a w następnych latach studiował na uniwersytetach w Strasburgu, Getyndze (BS w roku 1904), Monachium (jeden semestr). Doktorat w dziedzinie matematyki i fizyki uzyskał w roku 1903 na Uniwersytecie Fryderyka Wilhelma w Berlinie, gdzie zajmował się badaniami do roku 1904.
Był w latach:
- 1909–1912 – wykładowcą termodynamiki na Uniwersytecie Ludwika i Maksymiliana w Monachium
- 1912–1914 – profesorem fizyki na Uniwersytecie Zuryskim
- 1914–1916 – profesorem fizyki na Uniwersytecie Johanna Wolfganga Goethego we Frankfurcie
- 1919-1943 – profesorem fizyki na Uniwersytecie w Monachium oraz dyrektorem Instytutu Fizyki Teoretycznej na Uniwersytecie Fryderyka Wilhelma w Berlinie
- 1951–1958 – profesorem fizyki na Uniwersytecie Jerzego Augusta w Getyndze i dyrektorem Instytutu Maxa Plancka w Berlinie.

Był uczniem lub współpracownikiem wybitnych naukowców, między innymi matematyka Davida Hilberta oraz fizyków: Alberta Einsteina, Maxa Plancka i Arnolda Sommerfelda. Nagrodę Nobla otrzymał w roku 1914 za odkrycie zjawiska dyfrakcji promieniowania rentgenowskiego w kryształach, dokonane w roku 1912. Należał do grupy naukowców, którzy wnieśli istotny wkład do wiedzy na temat wpływu pola magnetycznego na nadprzewodnictwo.
Gdy w Niemczech rozpoczął się okres nazizmu, von Laue wystąpił z otwartą krytyką postawy rządu wobec tak zwanej fizyki żydowskiej (reprezentowanej, między innymi, przez Einsteina) i nie zerwał kontaktów z izolowanymi kolegami Żydami. W czasie II wojny światowej odmówił pracy w nazistowskim programie rozwoju broni jądrowej – zajął się pisaniem książki na temat historii fizyki.
Po zakończeniu wojny został aresztowany, wraz z dziewięcioma innymi naukowcami niemieckimi, podejrzanymi o udział w realizacji programu nuklearnego, i był więziony przez niemal rok w Farm Hall w Anglii (operacja Epsilon; zainstalowany w Godmanchester podsłuch miał dostarczyć aliantom informacji o stopniu zaawansowania realizacji programu). W tym czasie napisał pracę na temat absorpcji promieniowania rentgenowskiego.

## Publikacje
Jest autorem książek:
- 1911: Das Relativitätsprinzip (The Theory of Relativity)
- 1925: Die Theorien der Radiologie (The Theories of Radiology)
- 1941: Röntgenstrahl-Interferenzen (X-Ray Interferences)
- 1943: Geschichte der Physik (History of Physics)
- 1947: Theorie der Supraleitung (Theory of Superconductivity)
- 1948: Materiewellen und ihre Interferenzen (Matter Waves and Their Interference)
- 1961: Gesammelte Schriften und Vorträge (Collected Writings & Lectures)

## Odznaczenia i wyróżnienia
Poza Nagrodą Nobla (1914) otrzymał:
- 1914 – Medal Matteucciego
- 1932 – Medal Maxa Plancka
- 1952 – Pour le Mérite, Knighthood Order
- 1959 – Medal Helmholtza
- 1953 – Wielki Krzyż z Gwiazdą od Federal Services
- 1957 – Legię Honorową (oficer)

Był członkiem licznych towarzystw naukowych, do których należą:

- Narodowa Akademia Rysiów (wł. Accademia Nazionale dei Lincei)
- American Physical Society (członek zagraniczny)
- Akademia Nauk w Berlinie (NRD)
- Niemieckie Towarzystwo Fizyczne
- Niemieckie Towarzystwo Matematyczne
- Międzynarodowej Unii Krystalografii
- Papieska Akademia Nauk
- Royal Society (członek zagraniczny)
- Rosyjska Akademia Nauk.

## Upamiętnienie

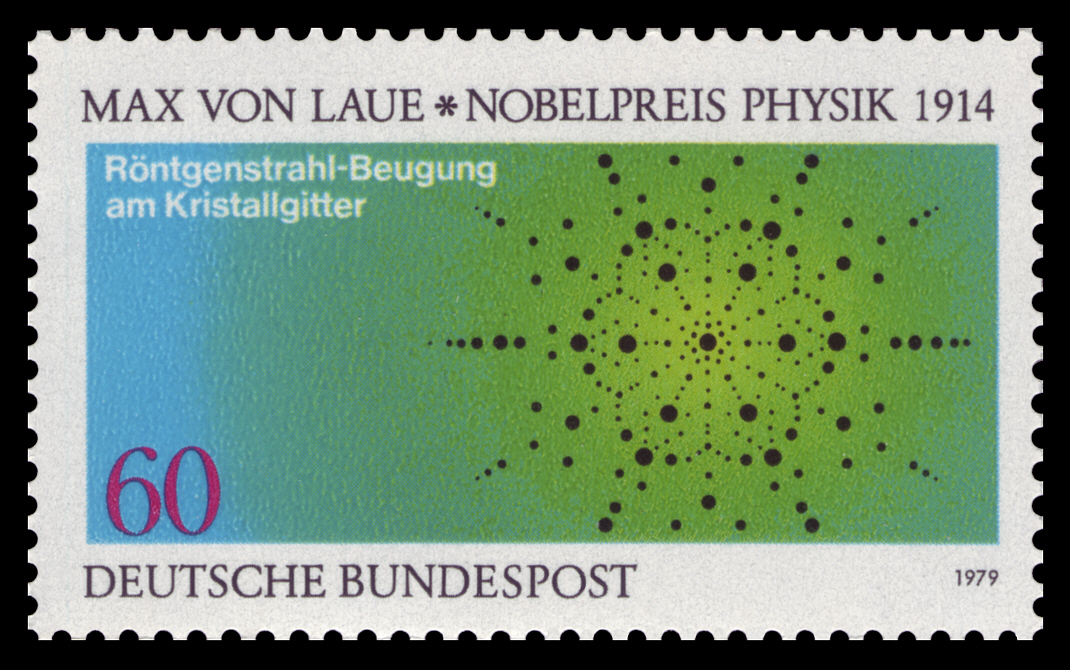

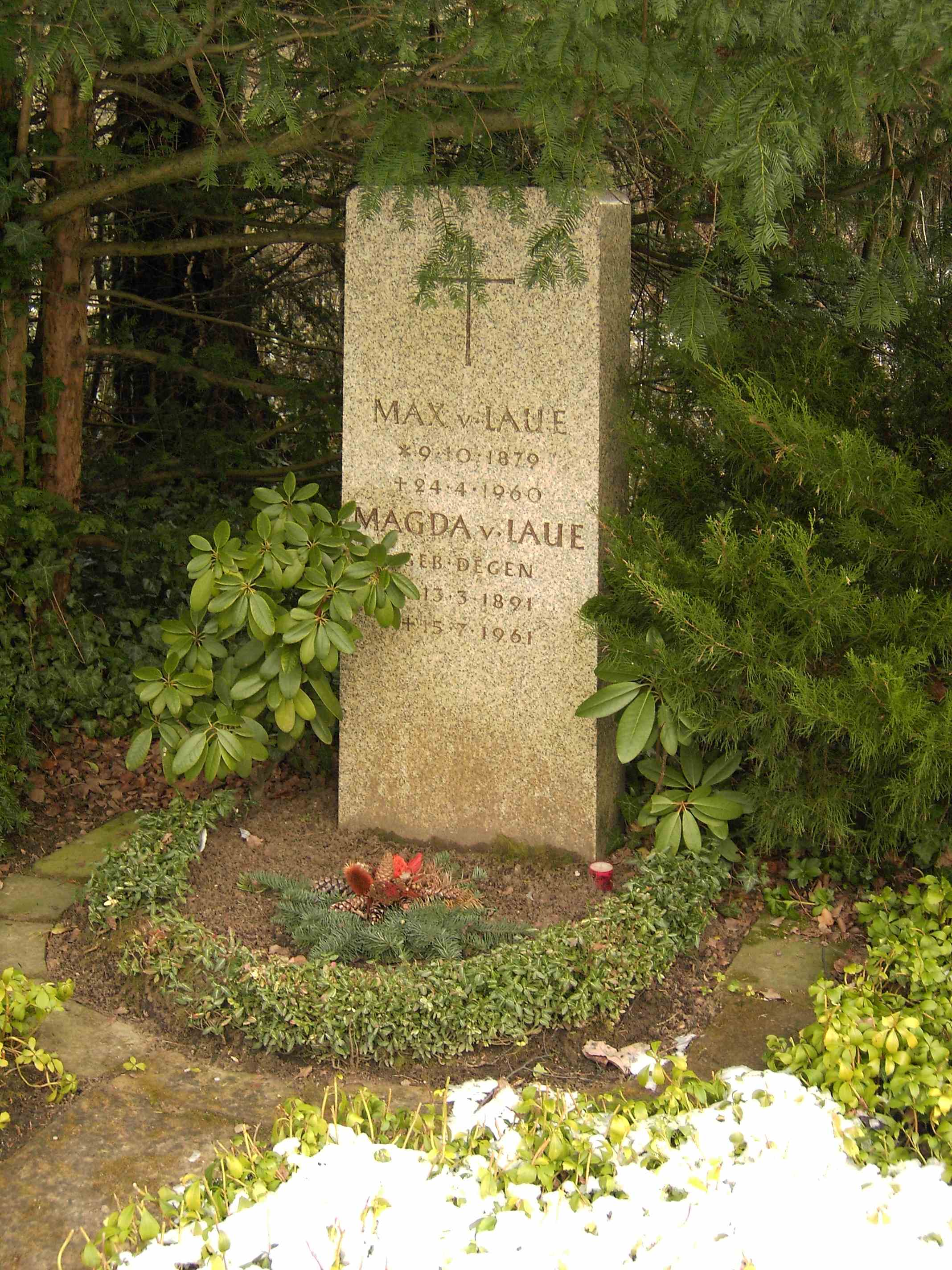
Nagrobek na cmentarzu Stadtfriedhof w Getyndze

Dowodem pamięci o jego zasługach jest stosowanie pojęć „metoda Lauego”, „obraz Lauego” (dyfraktogram Lauego, lauegram). Jego nazwisko upamiętnia również planetoida von Laue i krater księżycowy, Laue Crater ☾ 28,0°N 96,7°W/28,000000 -96,700000 (średnica 87 km).

## Życie rodzinne
Max von Laue ożenił się w roku 1910 z Magdaleną Degen. Był entuzjastycznym użytkownikiem samochodów; lubił szybką jazdę. Dnia 7 kwietnia 1960 roku doszło w Berlinie do kolizji z motorowerem. Rowerzysta zmarł na miejscu, a von Laue 17 dni później. Został pochowany na cmentarzu Stadtfriedhof w Getyndze, na którym są pochowani również inni laureaci Nagrody Nobla: Max Born, Otto Hahn, Walther Nernst, Max Planck, Otto Wallach, Adolf Windaus, Richard Zsigmondy.